# 白鳥由榮

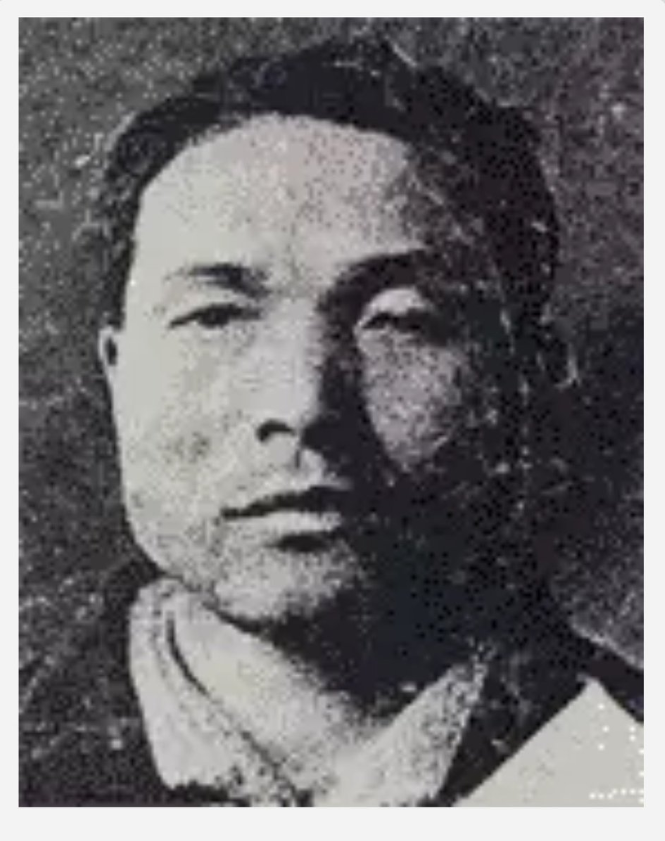
白鳥由榮

白鳥由榮（1907年7月31日—1979年2月24日）是昭和年間的一名日本罪犯。在26年期間，他曾四次越獄成功，累計逃亡年數長達三年。被稱為昭和越獄王（昭和の脱獄王），被當時的獄警形容為“天下無敵之人”。

## 生平
白鳥由榮出生於日本青森縣。幼时成為豆腐店主的養子，但随着成长，品行越发不端。1933年被控与人共犯強盜殺人罪遭到逮捕，经过刑求逼供后被關押進青森刑務所。白鳥曾聲稱是同伙杀人，而自己并没有杀心也没有杀人之实。1936年使用金屬線製作的鑰匙成功越獄。被抓獲後，先是關押到了東京監獄，又因戰事轉到秋田刑務所（1942年），在此又受到獄警的虐待而逃獄。
事後白鳥找到了當時在東京監獄的典獄長向他投訴了監獄的不人道行爲并作出抗議，典獄長帶他報案後又被轉到網走刑務所（1944年）關押，不過白鳥在這裡受到了更嚴苛的對待。加上曾經逃獄，因此被加上了特制的手銬和脚鐐，讓他不能自由行動。其後他利用餐點中的味噌湯澆在鐐銬和監控口上，用味噌湯中所含的鹽使鐵鏽生鏽，花了幾個月時間將其破壞後又逃出了監獄。
逃亡數年後，白鳥因為被當成要偷農作物的竊賊而在扭打過程中殺死了農民，白鳥堅持自己只是自衛的辯護，被逮捕後被關押至札幌刑務所（1947年）並被判處死刑，白鳥不甘，於是決定在監獄中挖地道,在六名守衛的嚴密監視下第四次越獄成功。
1948年因為遇見警察臨檢，並在要求當時相當貴重的香菸時獲得了警察的善意回應，並向警察道出多年來監獄裡被當作不良囚犯，幾乎沒有受到人道的對待，白鳥於是主動自首。被關押進府中刑務所，此後成為監獄的模範犯人，於1961年獲得假釋。獲釋後，他從事建築工作。1979年死於心肌梗塞，終年71歲。
在他被監禁期間，為了防止白鳥越獄，當時的看守人員嚴加看管，想盡一切辦法防止他越獄，但所有的努力都失敗了。在2017年的一檔綜藝節目《Gekirea-san wo taeruita》(激レアさんを連れてきた)中，一名前獄警出現在節目中，並透露白鳥在自己交班之后逃出監獄，但由於他是個新手，所以不被相信，被迫寫了一份書面解釋，並被扣了一個月的工資。

## 能力
他稱自己身體的構造奇特，可以轻易地使身体上的关节脱臼，只要他的头可以穿過穿過，他就可以使全身的关节脱臼，轻松脱身。
他身体健壮，據傳每天可以跑120公里。
在网走监狱，他还表现出怪異的力量，徒手撕爛手铐的链子。在再次被捕入狱后，他被迫穿上重达20公斤的特制鐐銬。 据说他还特别强壮，能够徒手把烟囱柱子从地下拉出来，甚至在40岁以后还能用双手抬住一包白米。

## 越獄歷史
1936年 青森監獄-用手提篮的篮圈自制了一把鑰匙，解鎖后逃出了越獄。
1942年 秋田監獄- 他注意到被囚禁的鎮靜室天窗上的釘子已經被鏽蝕，於是捲起被褥，站在上面，爬出了监狱。
1944年 網走監獄- 使用味噌湯使鐐銬和觀察口生鏽，并使關節脫臼，用頭撞爛監獄的天窗，钻出煙囪，然後逃脫。
1947年 札幌監獄—通過從地板下挖掘隧道越獄。用隱藏的一塊金屬做一把鋸子，以此切割了地板。用餐具挖掘隧道逃了出来。
1948年 府中监狱—作为模范囚犯度过了他剩餘的刑期，并于1961年获得假释。

## 引用
- 《黃金神威》：由日本漫畫家野田智所創作的漫畫，其中的一名角色白石由竹就是參考了白鳥所創作的[2]，作者為此還特地去了博物館網走監獄進行考察。